# Ovis orientalis gmelini
Cừu Mouflon Armenia (Danh pháp khoa học: Ovis orientalis gmelini) là một phân loài cừu của loài Ovis orientalis. Chúng là một phân loài bị đe dọa thuộc loài đặc hữu của Iran, Armenia, và Nakhchivan (Azerbaijan). Cừu mouflon Armenia đã được mô tả lần đầu tiên vào năm 1840 ông bởi Edward Blyth, người đã đánh đồng nó với Orientalische Schaaf (Cừu phương Đông) được mô tả bởi ông Samuel Gottlieb Gmelin vào năm 1774.

## Phân bố
Cừu Mouflon Armenia được tìm thấy ở miền tây bắc Iran. Những con cừu Mouflon Armenia đã được chuyển giao cho Kabudan (Kaboodan) tại đảo hồ Urmia vào năm 1895 và 1906 bởi một trong các thống đốc của Azerbaijan. Một nghiên cứu được thực hiện trong những năm 1970 tại đảo này cho thấy rằng số lượng của chúng giảm từ khoảng 3.500 trong năm 1970 lên 1.000 cá thể vào năm 1973.
Năm 2004, có 1658 con cừu hoang dã Armenian được tính tại Khu Bảo tồn Angouran ở một tỉnh của Iran là Zanjan. Cừu Mouflon Armenia cũng được tìm thấy ở tỉnh Syunik ở miền nam Armenia (và đến một mức độ thấp hơn, ở các tỉnh Ararat và Vayots Dzor). Theo một nghiên cứu năm 2009 đã có khó hơn 200 cá thể những con cừu hoang ở Armenia. Ước tính có khoảng 250 đến 300 cá thể Cừu Mouflon Armenia được tìm thấy trong khu tự trị Nakhchivan thuộc Cộng hòa Azerbaijan.

## Đặc điểm chung
Cừu Mouflon về tổng thể có màu đỏ nâu, chúng có lớp lông ngoài là lông ngắn với mảng sọc tối màu đen và các bản chắp vá trên yên lưng có màu sáng. Các con đực có sừng và một số con cái cũng có sừng, trong khi những con khác thì tùy vào từng cá thể. Những chiếc sừng của con chiên đực trưởng thành được uốn cong ở gần đầy đủ ở phần thân (chúng có thể dài lên đến 85 cm). Cừu Mouflon có chiều cao đến vai khoảng 0,9 m và trọng lượng cơ thể 50kg đối với con đực và 35 kg đối với con cái. 

## Tập tính
Môi trường sống bình thường của chúng là rừng núi dốc gần hàng cây. Vào mùa đông, chúng di chuyển đến độ cao thấp hơn để tránh cái lạnh và kiếm thức ăn. Đàn cừu ở Iran vẫn sống chủ yếu ở địa hình mở gồ ghề ở độ cao trung bình hoặc cao, nơi chúng sinh sống ở núi đá, vùng đồng bằng và cao nguyên, thảo nguyên, và vùng đất đá bán sa mạc, và sườn dốc có cỏ bao phủ và đồng cỏ núi cao. Chúng nghỉ hè ở vành đai cao nhất, lên đến 6000 mét, ngay bên dưới tuyết vĩnh viễn. Vào mùa đông chúng di chuyển thấp hơn và có thể đi vào các thung lũng. Chúng sống thành từng đàn nhỏ hoặc lớn hơn, và vào mùa hè những con đực già sống đơn lẻ hoặc theo nhóm riêng biệt. Chúng có thể sống đến 18 năm.

## Sinh sản
Chúng là động vật xã hội. Những con cừu Mouflon đực có một hệ thống phân cấp thống trị rất nghiêm ngặt. Trước khi mùa giao phối là từ cuối mùa thu đến đầu mùa đông, cừu đực cố gắng để tạo ra một hệ thống phân cấp thống trị để xác định quyền tiếp cận vào các con cừu cái để phục vụ cho việc giao phối. Các con cừu Mouflon đực chiến đấu với nhau để có được sự thống trị và giành chiến thắng nhằm có một cơ hội để giao phối với con cái.
Các con cừu Mouflon thành thục sinh dục ở tuổi 2-4 năm. Những con cừu non cần phải có được sự thống trị trước khi chúng nhận được một cơ hội giao phối, mà phải mất 3 năm nữa để chúng bắt đầu giao phối. Cừu Mouflon đực cũng trải qua một quá trình hệ thống cấp bậc tương tự nhau về địa vị xã hội trong 2 năm đầu tiên, nhưng có thể sinh sản ngay cả ở trạng thái thấp. Chu kỳ mang thai ở con cái kéo dài 5 tháng, trong đó chúng cho ra đời từ 1-2 con.

## Bảo tồn
Cừu Mouflon Armenia đã được liệt kê trong Danh mục I của Sách Đỏ Liên Xô. Ở Armenia, việc săn nó đã bị cấm từ năm 1936. Một chương trình nuôi sinh sản đã được khởi xướng tại Viện Động vật học Armenia nhằm mở rộng bảo tồn thiên nhiên Khosrov, tổ chức lại các Orbubad Sanctuary vào một dự trữ của nhà nước, kiểm soát chăn nuôi và giảm bớt tình trạng săn trộm. Như năm 2011, số tiền phạt săn Cừu Mouflon Armenia ở Armenia là 3.000.000 DRAM (khoảng $ 8,000). Tại Iran, săn bắn của Cừu Mouflon Armenia chỉ được phép thực hiện theo giấy phép, bên ngoài các khu bảo tồn, giữa tháng Chín và tháng Hai. Trong phạm vi bảo vệ, chăn thả gia súc thuần hóa được kiểm soát chặt chẽ.